# Марумско (Вірджинія)
Марумско (англ. Marumsco) — переписна місцевість (CDP) в США, в окрузі Принс-Вільям штату Вірджинія. Населення — 35 036 осіб (2010).

## Географія
Марумско розташоване за координатами 38°38′11″ пн. ш. 77°15′26″ зх. д. / 38.63639° пн. ш. 77.25722° зх. д. (38.636322, -77.257255).  За даними Бюро перепису населення США в 2010 році переписна місцевість мала площу 20,23 км², з яких 19,22 км² — суходіл та 1,01 км² — водойми.

## Демографія
Згідно з переписом 2010 року, у переписній місцевості мешкало 35 036 осіб у 11 048 домогосподарствах у складі 7794 родин. Густота населення становила 1732 особи/км².  Було 11975 помешкань (592/км²).
Расовий склад населення:
| - 43,1 % — білих - 22,4 % — чорних або афроамериканців - 6,8 % — азіатів - 0,9 % — корінних американців - 0,1 % — вихідців з тихоокеанських островів - 20,6 % — осіб інших рас |

До двох чи більше рас належало 6,2 %. Частка іспаномовних становила 41,0 % від усіх жителів.
За віковим діапазоном населення розподілялося таким чином: 28,4 % — особи молодші 18 років, 65,5 % — особи у віці 18—64 років, 6,1 % — особи у віці 65 років та старші. Медіана віку мешканця становила 30,5 року. На 100 осіб жіночої статі у переписній місцевості припадало 103,7 чоловіків;  на 100 жінок у віці від 18 років та старших — 102,9 чоловіків також старших 18 років.
Середній дохід на одне домашнє господарство  становив 83 703 долари США (медіана — 69 623), а середній дохід на одну сім'ю — 85 984 долари (медіана — 72 071). Медіана доходів становила 42 088 доларів для чоловіків та 40 090 доларів для жінок. За межею бідності перебувало 11,7 % осіб, у тому числі 17,5 % дітей у віці до 18 років та 5,4 % осіб у віці 65 років та старших.
Цивільне працевлаштоване населення становило 20 662 особи. Основні галузі зайнятості: освіта, охорона здоров'я та соціальна допомога — 17,5 %, будівництво — 15,5 %, науковці, спеціалісти, менеджери — 14,8 %.